# Josh Harrop
Joshua Andrew Harrop (sinh ngày 15 tháng 12 năm 1995) là cầu thủ bóng đá chuyên nghiệp người Anh đang chơi cho câu lạc bộ Preston North End ở vị trí tiền vệ.

## Sự nghiệp câu lạc bộ

### Manchester United
Harrop đánh dấu sự tiến bộ của mình khi bàn thắng mở tỷ số vào lưới Crystal Palace trong trận thuộc vòng đấu cuối cùng của giải Ngoại hạng Anh mùa 2016-17 giúp United giành chiến thắng 2-0 trên sân nhà. Bàn thắng này đã giúp anh trở thành cầu thủ thứ 100 ghi bàn cho Manchester United tại Ngoại hạng Anh. Sau khi kết thúc mùa giải với tư cách là cầu thủ ghi bàn nhiều nhất cho đội U-23 với 10 bàn thắng, Harrop đã từ chối lời đề nghị gia hạn hợp đồng với United vào tháng 6 năm 2017. Cầu thủ này muốn ra đi để có nhiều cơ hội thi đấu hơn.

### Preston North End
Vào ngày 23 tháng 6 năm 2017, Preston North End công bố đã ký hợp đồng bốn năm với Harrop. Vào ngày 29 tháng 9 năm 2018, trong trận thua 3-2 trước West Bromwich Albion, Harrop bị chấn thương dây chằng chéo trước, khiến anh phải nghỉ thi đấu đến hết mùa giải. Harrop trở lại sau chấn thương vào tháng 8 năm 2019.

## Thống kê sự nghiệp
Tính đến ngày 2 tháng 4 năm 2020
| Câu lạc bộ        | Mùa giải  | Giải VĐQG      | Giải VĐQG | Giải VĐQG | Cúp FA | Cúp FA | League Cup | League Cup | Khác | Khác | Tổng cộng | Tổng cộng |
| Câu lạc bộ        | Mùa giải  | Hạng           | Trận      | Bàn       | Trận   | Bàn    | Trận       | Bàn        | Trận | Bàn  | Trận      | Bàn       |
| ----------------- | --------- | -------------- | --------- | --------- | ------ | ------ | ---------- | ---------- | ---- | ---- | --------- | --------- |
| Manchester United | 2016–17   | Premier League | 1         | 1         | 0      | 0      | 0          | 0          | 0    | 0    | 1         | 1         |
| Preston North End | 2017–18   | Championship   | 38        | 2         | 1      | 2      | 0          | 0          | 0    | 0    | 39        | 4         |
| Preston North End | 2018–19   | Championship   | 8         | 0         | 0      | 0      | 3          | 0          | 0    | 0    | 11        | 0         |
| Preston North End | 2019–20   | Championship   | 21        | 5         | 1      | 1      | 3          | 2          | 0    | 0    | 25        | 8         |
| Tổng cộng         | Tổng cộng | Tổng cộng      | 68        | 8         | 2      | 3      | 6          | 2          | 0    | 0    | 76        | 13        |